# Phyllanthus millei
Phyllanthus millei är en emblikaväxtart som beskrevs av Paul Carpenter Standley. Phyllanthus millei ingår i släktet Phyllanthus och familjen emblikaväxter. IUCN kategoriserar arten globalt som akut hotad.
Artens utbredningsområde är Ecuador. Inga underarter finns listade i Catalogue of Life.